# 藍洪
藍洪（1431年—？），字宗浩，河南南陽衛守禦鄧州千戶所人，軍籍，明朝政治人物。進士出身。

## 生平
早年出身國子生，舉河南鄉試第三十四名。成化十一年（1475年）乙未科會試第二百八十九名，殿試登進士第三甲第十九名。

## 家族
曾祖父藍貴。祖父藍興。父亲藍舉。